# Sdr. Nærå Efterskole
Sdr. Nærå Efterskole var en efterskole i Sønder Nærå på Fyn med 100 elever.
Skolen havde fem linjefag; Brand og Politi, E-sport, Dans, Mad med omtanke og Adventure. 
Udover linjefag udbød skolen også valgfag, som ændrede sig fra år til år. Her kunne eleverne være med til at påvirke, hvilke valgfag der var en del af deres efterskoleophold.
Sdr. Nærå Efterskole var en del af Sdr. Nærå Fri- og Efterskole, der var en sammenslutning af små skoler i Årslev midt på Fyn. Institutionen bestod tre afdelinger: en efterskole, en friskole og et børnehus. Der gik 100 elever i efterskolen, 200 elever i friskolen og 40 i børnehuset.
Institutionen hørte til de Grundtvig-koldske skoler.
På en ekstraordinær generalforsamling i juni 2025, indstillede bestyrelsen til lukning af efterskolen, som følge af lavt elevtal.

## Historie
Sdr. Nærå Fri- og Efterskole blev oprettet i 1858.
Driften af efterskolen ophørte med dimissionen af elevholdet 24/25 den 28. juni 2025.